# نائوکی سانو
نائوکی سانو (انگلیسی: Naoki Sano؛ زادهٔ ۲ فوریهٔ ۱۹۶۵) ورزشکار هنرهای رزمی ترکیبی و کشتی‌گیر کشتی حرفه‌ای اهل ژاپن است.